# Val de Drôme
Val de Drôme ist eine Gemeinde mit 895 Einwohnern (Stand: 1. Januar 2022) im französischen Département Calvados in der Normandie. Sie gehört zum Kanton Les Monts d’Aunay im Arrondissement Vire. 
Sie entstand als Commune nouvelle durch ein Dekret vom 26. September 2016 mit Wirkung vom 1. Januar 2017, indem die bisherigen Gemeinden Dampierre, La Lande-sur-Drôme, Saint-Jean-des-Essartiers und Sept-Vents zusammengelegt wurden. Diese sind seither Communes déléguées. Sept-Vents ist der Hauptort (Chef-lieu).

## Geographie
Nachbargemeinden sind Biéville im Nordwesten, Caumont-sur-Aure im Norden, Cahagnes und Les Loges im Osten, Saint-Martin-des-Besaces und Saint-Ouen-des-Besaces im Süden sowie Placy-Montaigu und Le Perron im Westen.

## Gemeindegliederung
| Ortsteil                       | ehemaliger INSEE-Code | Fläche (km²) | Einwohnerzahl zum 1. Januar 2022 |
| ------------------------------ | --------------------- | ------------ | -------------------------------- |
| Dampierre                      | 14217                 | 05,26        | 155                              |
| La Lande-sur-Drôme             | 14350                 | 01,57        | 069                              |
| Saint-Jean-des-Essartiers      | 14596                 | 08,27        | 236                              |
| Sept-Vents (Verwaltungssitz)00 | 14672                 | 12,52        | 435                              |